# Artocarpus elasticus
L'Artocarpus elasticus és una espècie de planta amb flors del gènere Artocarpus dins la família de les moràcies nativa del sud de Myanmar, la península de Malaca, les illes de Borneo, Java i sumatra, l'axipièlag de les Filipines i les illes Petites de la Sonda.

## Taxonomia
Aquest tàxon va ser publicat per primer cop l'any 1825 a l'obra Bijdragen tot de flora van Nederlandsch Indië per Carl Ludwig Blume.

### Sinònims
Els següents noms científics són sinònims d'Artocarpus elasticus:
- Artocarpus blumei Trécul
- Artocarpus pubescens Blume
- Saccus blumei (Trécul) Kuntze
- Saccus elasticus (Reinw. ex Blume) Kuntze
- Saccus kunstleri (King) Kuntze